# Circolo Esperantista di Mosca "Lev Tolstoj"

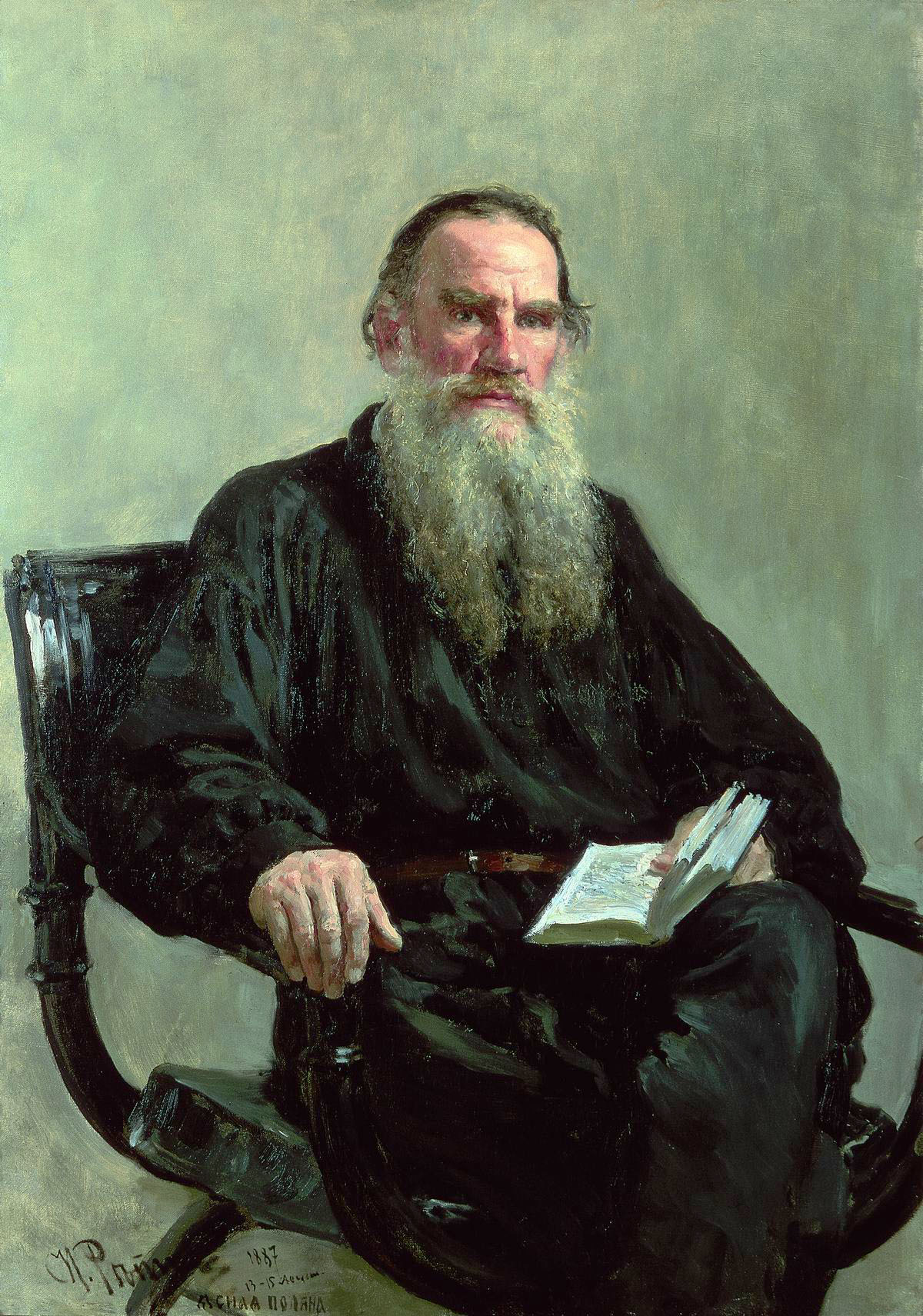
Ritratto di Tolstoj fatto da Ilja Repin (1887)

Circolo esperantista della città di Mosca "Lev Tolstoj" - libera organizzazione di esperantisti e studenti di esperanto, presente a Mosca dal 1987.

## Storia
Il circolo esperantista "Lev Tolstoj" fu fondato nel 1987 a Mosca. L'iniziatore del circolo è l'esperantista russo Anatol Gonĉarov. Egli organizzò nel 1987 dei grandi corsi di esperanto nella Casa della Cultura nel centro di Mosca (via Volĥonka, 13). Gli studenti dei corsi parteciparono attivamente ad iniziative dedicate al centenario della lingua internazionale esperanto. Alla fine del 1987 essi già fondarono un proprio circolo esperantista, contemporaneamente ai cinque circoli già esistenti a Mosca. Nel settembre del 1988 durante un convegno organizzativo fu ufficialmente accettato lo statuto del circolo.

Il circolo è intitolato a Lev Tolstoj, famoso autore della letteratura russa, in memoria del suo pieno appoggio alla lingua esperanto 
Negli anni 1991-1992 il circolo ha avuto la propria sede presso quella del sindacato dei drammaturghi. Nel periodo 1993-2002 il circolo si riunì in un edificio del Centro Culturale "JUNOSTJ" su via Malaja Dorogomilovskaja, 9/4.
Dal 2005 il circolo si riunisce periodicamente presso la Università Europea di Studi Giuridici "JUSTO".

## Attività
L'attività principale del circolo è organizzare riunioni periodiche (a volte ogni mese) di esperantisti di Mosca, aiutare le persone nello studio della lingua, ottenere opere letterarie in esperanto e sull'esperanto. Il circolo organizza alcuni incontri esperantisti regionali e nazionali. Sotto il patrocinio del circolo sono nati nuovi circoli e gruppi esperantisti, ad esempio la "Associazione Giovanile Esperantista di Mosca", il circolo turistico "Migranto", i circoli "Galanto" e "Arbato". Nel 1990 il circolo fu cofondatore di "Moskva Gazeto" (1990-1995). I membri del circolo hanno viaggiato attivamente per partecipare a congressi e incontri internazionali.
Dalla fondazione, la gran parte del lavoto del circolo è l'attività letteraria e di traduzione. Nel settembre 1989 fu organizzato il "METRO" (Incontro di Traduzione Esperantista di Mosca). Nell'aprile 1990 a partire dal circolo è stato fondato il Circolo Esperantista Letterario di Mosca (MLEK) ed è iniziata la pubblicazione del bollettino letterario "Cerbe kaj kore". 
Qui sono maturati molti poeti esperantisti moscoviti, che hanno formato la cosiddetta scuola di Mosca; ad esempio  Ivan Naumov, Klara Ilutoviĉ, Oĉjo Dadaev, Grigorij Arosev.
Il circolo ha una propria biblioteca.